# 子供の時間 ドラマ (NHKテレビ番組)
子供の時間 ドラマ（こどものじかん ドラマ）はNHK総合テレビ夕方の子供番組枠『子供の時間』で放送されていた子供向けドラマを扱う。

## 初期作品
| 作品名                     | 放送期間                        | 放送時間        | 枠名       |
| -------------------------- | ------------------------------- | --------------- | ---------- |
| 蜘蛛の糸                   | 1953年07月03日                  | 金曜18:30-19:00 | 音楽劇     |
| あさみとはるみ             | 1953年08月14日                  | 金曜18:30-19:00 | バレエ劇   |
| 三太物語                   | 1953年10月09日 - 1954年05月02日 | 不定18:30-19:00 |            |
| 風車とガマと侍と           | 1953年10月16日 - 1953年11月06日 | 金曜18:30-19:00 |            |
| 正と三郎                   | 1953年10月25日                  | 日曜18:30-19:00 |            |
| レ・ミゼラブル             | 1954年02月10日 - 1954年06月25日 | 金曜18:30-19:00 |            |
| レ・ミゼラブル             | 1954年07月06日 - 1954年07月27日 | 火曜18:30-19:00 |            |
| 横丁の大将                 | 1954年04月18日 - 1954年10月19日 | 不定18:30-19:00 |            |
| ビルマのたて琴             | 1955年04月29日 - 1955年07月29日 | 金曜18:00-18:30 |            |
| 燃えるキリシタン城         | 1954年08月03日 - 1954年09月28日 | 火曜18:30-19:00 |            |
| 金魚を忘れた子             | 1955年08月12日                  | 金曜18:00-18:30 | 実験劇場   |
| 母の手                     | 1955年09月16日                  | 金曜18:00-18:30 | 綴方劇場   |
| うまかたと悪童             | 1955年10月07日                  | 金曜18:00-18:30 | 綴方劇場   |
| 歌声よ山にひびけ           | 1955年10月21日 - 1955年10月28日 | 金曜18:00-18:30 | 綴方劇場   |
| 川風にかなでる子等         | 1955年11月11日                  | 金曜18:00-18:30 | 綴方劇場   |
| おっかあの笑顔             | 1955年12月02日                  | 金曜18:00-18:30 | 綴方劇場   |
| 星から来た紳士             | 1956年04月12日 - 1956年04月26日 | 木曜18:00-18:30 |            |
| ゆく波かえる波             | 1956年05月04日 - 1956年05月17日 | 木曜18:00-18:30 |            |
| ボン子ちゃん               | 1956年06月08日 - 1956年06月22日 | 金曜18:00-18:30 |            |
| よだかの星                 | 1956年07月07日                  | 土曜18:00-18:30 | オペレッタ |
| アルベルト・シュバイツェル | 1956年07月13日 - 1956年08月03日 | 金曜18:00-18:30 |            |
| 湖のいろは空の青           | 1956年08月10日 - 1956年08月31日 | 金曜18:00-18:30 |            |
| 一つの願い                 | 1956年08月29日                  | 水曜18:00-18:30 |            |
| よしきたゴンちゃん         | 1956年11月04日 - 1957年03月31日 | 日曜18:10-18:40 |            |
| むくの木の上の良太         | 1957年04月03日                  | 水曜18:10-18:40 |            |

## NHKドラマ
| 作品名・枠名           | 放送期間                        | 放送時間            | 制作局       |
| ---------------------- | ------------------------------- | ------------------- | ------------ |
| 桃の木横丁             | 1957年04月10日 - 1957年10月30日 | 毎週水曜18:10-18:40 | 東京         |
| こども風土記           | 1957年04月13日 - 1958年04月05日 | 毎週土曜18:10-18:40 | 大阪・名古屋 |
| もくの冒険             | 1957年04月14日 - 1957年06月30日 | 毎週日曜18:10-18:40 | 東京         |
| つり竿とハンドル       | 1957年07月21日 - 1957年10月20日 | 毎週日曜18:10-18:40 | 東京         |
| 私が笛を吹くとき       | 1957年11月06日 - 1957年12月18日 | 毎週水曜18:10-18:40 | 東京         |
| おらんだ剣法           | 1957年11月10日 - 1957年12月29日 | 毎週日曜18:10-18:40 | 東京         |
| 炎の泉                 | 1958年01月05日 - 1958年01月26日 | 毎週日曜18:10-18:40 | 東京         |
| 宇宙少年               | 1958年02月09日 - 1958年05月25日 | 毎週日曜18:10-18:40 | 東京         |
| こども風土記           | 1958年04月09日 - 1959年04月01日 | 毎週水曜18:10-18:40 | 大阪・名古屋 |
| コタンの口笛           | 1958年06月01日 - 1958年08月31日 | 毎週日曜18:10-18:40 | 東京         |
| 虹の仲間               | 1958年09月07日 - 1958年10月26日 | 毎週日曜18:10-18:40 | 東京         |
| 神台村騒動記           | 1958年11月09日 - 1958年12月28日 | 毎週日曜18:10-18:40 | 東京         |
| あすを告げる鐘         | 1959年01月04日 - 1959年04月05日 | 毎週日曜18:10-18:40 | 東京         |
| こどもホール           | 1959年04月08日 - 1960年03月30日 | 毎週水曜18:07-18:35 | 大阪・名古屋 |
| トンボちゃん           | 1959年04月11日 - 1959年10月03日 | 毎週土曜18:07-18:35 | 東京         |
| 虹が呼んでる           | 1959年04月12日 - 1960年04月03日 | 毎週日曜18:10-18:35 | 東京         |
| ホームラン教室         | 1959年10月10日 - 1960年04月02日 | 毎週土曜18:07-18:35 | 東京         |
| 不思議なパック         | 1960年04月04日 - 1961年03月27日 | 毎週月曜18:10-18:35 | 東京         |
| こどもホール           | 1960年04月06日 - 1961年03月29日 | 毎週水曜18:00-18:30 | 大阪         |
| この光は消えず         | 1960年04月07日 - 1961年03月30日 | 毎週木曜18:00-18:25 | 東京・名古屋 |
| ホームラン教室         | 1960年04月09日 - 1961年04月01日 | 毎週土曜18:25-18:50 | 東京         |
| 月下の美剣士           | 1960年04月10日 - 1960年06月26日 | 毎週日曜18:00-18:25 | 東京         |
| 少年漂流記             | 1960年07月03日 - 1960年08月28日 | 毎週日曜18:00-18:25 | 東京         |
| ポンポン大将           | 1960年09月04日 - 1964年04月05日 | 毎週日曜18:00-18:25 | 東京         |
| 進め!ヒデヨシくん      | 1961年04月03日 - 1962年03月26日 | 毎週月曜18:00-18:30 | 大阪         |
| ふしぎな少年           | 1961年04月03日 - 1961年09月29日 | 月〜金曜18:35-18:50 | 東京         |
| あすをつげる鐘         | 1961年04月06日 - 1963年03月28日 | 毎週木曜18:00-18:30 | 東京・名古屋 |
| ホームラン教室         | 1961年04月08日 - 1962年03月31日 | 毎週土曜18:10-18:35 | 東京         |
| 黒百合城の兄弟         | 1961年10月02日 - 1962年09月28日 | 月〜金曜18:35-18:50 | 東京         |
| ふしぎな少年           | 1961年10月07日 - 1962年03月31日 | 毎週土曜17:45-18:10 | 東京         |
| オロップ牧場の仲間たち | 1962年04月02日 - 1963年03月25日 | 毎週月曜18:00-18:30 | 東京         |
| ドラが鳴る             | 1962年04月06日 - 1963年03月29日 | 毎週金曜18:00-18:30 | 大阪         |
| ホームラン教室         | 1962年04月07日 - 1963年03月30日 | 毎週土曜18:30-18:50 | 東京         |
| 眉月の誓い             | 1962年10月01日 - 1963年03月29日 | 月〜金曜18:35-18:50 | 東京         |
| 泣くな太陽             | 1963年04月01日 - 1964年03月30日 | 毎週月曜18:00-18:30 | 東京         |
| おねえさんといっしょ   | 1963年04月01日 - 1964年04月04日 | 月〜土曜18:35-18:50 | 東京         |
| 金太と三吉             | 1963年04月04日 - 1964年04月02日 | 毎週木曜18:00-18:30 | 名古屋       |
| 虹に誓う               | 1963年04月05日 - 1964年04月03日 | 毎週金曜18:00-18:30 | 大阪         |
| 幸福試験               | 1964年04月06日 - 1965年04月03日 | 月〜土曜18:35-18:54 | 東京         |
| 次郎物語               | 1964年04月07日 - 1966年03月29日 | 毎週火曜18:00-18:25 | 東京         |
| 蛍光る                 | 1964年04月09日 - 1965年04月01日 | 毎週木曜18:00-18:25 | 大阪         |
| チコちゃん日記         | 1965年04月05日 - 1966年04月02日 | 月〜土曜18:30-18:50 | 大阪         |
| 宇宙人ピピ             | 1965年04月08日 - 1966年03月31日 | 毎週木曜18:00-18:25 | 東京         |
| ファイト君             | 1965年04月09日 - 1966年04月01日 | 毎週金曜18:00-18:25 | 名古屋       |
| 風のある街             | 1966年04月04日 - 1967年03月31日 | 月〜金曜18:30-18:45 | 大阪         |
| 路傍の石               | 1966年04月05日 - 1966年09月27日 | 毎週火曜18:00-18:25 | 名古屋       |
| 愛の一家               | 1966年04月09日 - 1967年10月14日 | 毎週土曜18:00-18:30 | 東京         |
| 一直線                 | 1966年10月04日 - 1967年09月26日 | 毎週火曜18:00-18:25 | 名古屋       |
| 素顔の青春             | 1967年04月03日 - 1968年03月29日 | 月〜金曜18:30-18:45 | 大阪         |
| 名探偵カッチン         | 1967年10月03日 - 1968年03月26日 | 毎週火曜18:00-18:25 | 名古屋       |
| アイウエオ             | 1967年10月21日 - 1969年04月05日 | 毎週土曜18:00-18:30 | 東京         |
| あねいもうと           | 1968年04月01日 - 1969年04月04日 | 月〜金曜18:30-18:45 | 大阪         |
| 海からきた平太         | 1968年04月02日 - 1969年04月01日 | 毎週火曜18:00-18:25 | 名古屋       |
| 海からきた平太         | 1969年04月08日 - 1971年09月28日 | 毎週火曜18:20-18:45 | 名古屋       |
| からくり儀右衛門       | 1969年04月12日 - 1970年04月04日 | 毎週土曜18:05-18:30 | 東京         |
| へこたれんぞ           | 1970年04月11日 - 1971年04月03日 | 毎週土曜18:05-18:35 | 東京         |
| 不知火の小太郎         | 1971年04月10日 - 1971年12月25日 | 毎週土曜18:05-18:35 | 東京         |
| わんぱく天使           | 1971年10月05日 - 1973年03月13日 | 毎週火曜18:20-18:45 | 名古屋       |
| 少年ドラマシリーズ     | 1972年01月01日 - 1973年03月31日 | 毎週土曜18:05-18:35 | 東京         |
| 少年ドラマシリーズ     | 1973年04月02日 - 1976年03月27日 | 月〜水曜18:05-18:30 | 東京・名古屋 |
| 少年ドラマシリーズ     | 1976年04月05日 - 1978年03月16日 | 月〜木曜18:05-18:25 | 東京・名古屋 |

## 海外ドラマ
| 作品名                              | 放送期間                        | 放送時間            |
| ----------------------------------- | ------------------------------- | ------------------- |
| 走れチェス                          | 1962年04月07日 - 1962年09月29日 | 毎週土曜18:00-18:30 |
| トム・ソーヤの冒険                  | 1962年10月06日 - 1963年11月17日 | 毎週土曜18:00-18:30 |
| 南海のテリー                        | 1963年12月19日 - 1964年04月04日 | 毎週土曜18:00-18:25 |
| タイムトンネル                      | 1967年09月03日 - 1968年05月26日 | 毎週日曜18:00-18:50 |
| 森林警備隊                          | 1968年04月09日 - 1969年02月03日 | 毎週月曜18:00-18:25 |
| アフリカ大牧場                      | 1968年10月13日 - 1969年04月06日 | 毎週日曜18:00-18:50 |
| 宝島                                | 1969年02月10日 - 1969年05月05日 | 毎週月曜18:20-18:45 |
| 動物先生の日記                      | 1969年05月12日 - 1970年03月02日 | 毎週月曜18:20-18:45 |
| トム・ソーヤの冒険                  | 1970年03月09日 - 1970年06月08日 | 毎週月曜18:20-18:45 |
| 南海のマイク                        | 1970年09月28日 - 1971年09月13日 | 毎週月曜18:20-18:45 |
| ロンドン指令X                       | 1970年11月15日 - 1971年02月21日 | 毎週日曜18:25-18:50 |
| エンデバー号の探検                  | 1971年09月20日 - 1972年09月24日 | 毎週月曜18:20-18:45 |
| 空飛べ!キャットウィーズル           | 1973年05月07日 - 1973年05月23日 | 月〜水曜18:05-18:30 |
| ロンドン大追跡                      | 1973年06月25日 - 1973年07月04日 | 月〜水曜18:05-18:30 |
| 海のセバスチャン                    | 1973年10月01日 - 1973年10月24日 | 月〜水曜18:05-18:30 |
| 荒野の王子                          | 1974年02月11日 - 1974年03月06日 | 月〜水曜18:05-18:30 |
| おんぼろ車のドナおばさん            | 1974年05月13日 - 1974年05月22日 | 月〜水曜18:05-18:30 |
| 秘密の白い石                        | 1974年06月24日 - 1974年07月17日 | 月〜水曜18:05-18:30 |
| 少年カウボーイ                      | 1974年10月14日 - 1974年11月06日 | 月〜水曜18:05-18:30 |
| アルプスのスキーボーイ              | 1974年11月25日 - 1974年12月18日 | 月〜水曜18:05-18:30 |
| ふたりの追跡                        | 1975年04月21日 - 1975年05月14日 | 月〜水曜18:05-18:30 |
| リバーハウスの虹                    | 1975年07月14日 - 1975年07月30日 | 月〜水曜18:05-18:30 |
| 長くつ下のピッピ                    | 1975年09月22日 - 1975年10月15日 | 月〜水曜18:05-18:30 |
| ぼくのテムズ川                      | 1975年12月08日 - 1975年12月17日 | 月〜水曜18:05-18:30 |
| アルプスの少女ハイジ                | 1976年02月02日 - 1976年02月11日 | 月〜水曜18:05-18:30 |
| 長くつ下のピッピ 冒険旅行・海賊退治 | 1976年05月31日 - 1976年06月10日 | 月〜木曜18:00-18:25 |
| 地球防衛団                          | 1976年06月14日 - 1976年07月01日 | 月〜木曜18:05-18:25 |
| いたずらっ子エミール                | 1976年07月05日 - 1976年07月22日 | 月〜木曜18:05-18:25 |
| 森の秘密                            | 1976年10月04日 - 1976年10月21日 | 月〜木曜18:05-18:25 |
| アン通り47番地                      | 1977年05月09日 - 1977年05月26日 | 月〜木曜18:05-18:25 |
| 孤島の秘密                          | 1977年06月27日 - 1977年07月21日 | 月〜木曜18:05-18:25 |
| スカイパトロール チョッパー・ワン   | 1977年12月05日 - 1977年12月22日 | 月〜木曜18:05-18:25 |
| 大草原の小さな家                    | 1978年04月08日 - 1979年03月24日 | 毎週土曜18:00-18:45 |
| ハーディ・ボーイズ                  | 1979年04月07日 - 1980年02月23日 | 毎週土曜18:00-18:45 |
| アトランティスから来た男            | 1980年04月12日 - 1980年08月02日 | 毎週土曜18:00-18:45 |
| 大草原の小さな家                    | 1980年09月06日 - 1982年09月18日 | 毎週土曜18:00-18:45 |